# خطوط بوتان الجوية
خطوط بوتان الجوية هي شركة طيران خاصة، تتخد من مطار بارو الدولي مركزاً لعملياتها.